# 2027 en astronautique
Chronologie de l'astronautique
- 2023
- 2024
- 2025
- 2026
- 2027
- 2028
- 2029
- 2030
- 2031

Cette page présente la chronologie des événements qui se sont produits ou sont prévus durant l'année 2027 dans le domaine de l'astronautique. 

## L'agenda 2027 (prévisions)

### Sondes interplanétaires
- Lancement de la mission Mars Return Orbiter, composant européen de la mission de retour d'échantillons Mars Sample Return (NASA/ESA).
- La Russie prévoit de lanceur l'orbiteur lunaire Luna 26 chargé de cartographier les sites d'atterrissage des missions ultérieures et étudier l'environnement immédiat de la Lune.

### Satellites scientifiques
- Lancement du télescope spatial à rayons X sino-européen eXTP
- Lancement du télescope spatial de la NASA Nancy-Grace-Roman

### Satellites d'observation de la Terre
- Le télescope spatial   eXTP développé par la Chine avec la coopération de plusieurs centres de recherche européen  doit analyser l'état de la matière dans des conditions extrêmes rencontrées notamment dans les trous noirs ou les étoiles à neutrons. Pour remplir sa mission, le satellite d'environ 4,5 tonnes emporte quatre instruments capables d'observer les rayons X durs dont l'énergie est comprise entre 0,2 et 10 keV.
- Lancement du satellite scientifique d'observation de la Terre franco-allemand MERLIN destiné à mesurer la distribution spatiale et temporelle des émissions de méthane.

### Missions spatiales habitées
- La mission Artemis III est la première mission à déposer des hommes sur la Lune depuis le programme Apollo (1969-1973). Elle doit permettre de valider le fonctionnement de la version lunaire du Starship lors d'une mission habitée.
- Lancement des premiers modules de la station spatiale lunaire Lunar Gateway.

## Chronologie

### Janvier
| Date | Lanceur | Base de lancement | Orbite | Charge utile | Notes |
|      |         |                   |        |              |       |

### Février
| Date | Lanceur | Base de lancement | Orbite | Charge utile | Notes |
|      |         |                   |        |              |       |

### Mars
| Date | Lanceur | Base de lancement | Orbite | Charge utile | Notes |
|      |         |                   |        |              |       |

### Avril
| Date | Lanceur | Base de lancement | Orbite | Charge utile | Notes |
|      |         |                   |        |              |       |

### Mai
| Date | Lanceur | Base de lancement | Orbite | Charge utile | Notes |
|      |         |                   |        |              |       |

### Juin
| Date | Lanceur | Base de lancement | Orbite | Charge utile | Notes |
|      |         |                   |        |              |       |

### Juillet
| Date | Lanceur | Base de lancement | Orbite | Charge utile | Notes |
|      |         |                   |        |              |       |

### Août
| Date | Lanceur | Base de lancement | Orbite | Charge utile | Notes |
|      |         |                   |        |              |       |

### Septembre
| Date | Lanceur | Base de lancement | Orbite | Charge utile | Notes |
|      |         |                   |        |              |       |

### Octobre
| Date | Lanceur | Base de lancement | Orbite | Charge utile | Notes |
|      |         |                   |        |              |       |

### Novembre
| Date | Lanceur | Base de lancement | Orbite | Charge utile | Notes |
|      |         |                   |        |              |       |

### Décembre
| Date | Lanceur | Base de lancement | Orbite | Charge utile | Notes |
|      |         |                   |        |              |       |

### À définir
| Date      | Lanceur                | Base de lancement      | Orbite                 | Charge utile        | Notes                                                                      |
| à définir | Falcon \|Heavy         | Centre spatial Kennedy | Transfert vers la lune | Gateway PPE et HALO | Lancement des deux premiers modules de la station spatiale lunaire Gateway |
| À définir | Soyouz 2.1b / Fregat-M | Vostochny              | Transfert vers la lune | Luna 26             | Sonde spatiale lunaire                                                     |

## Synthèse des vols orbitaux

### Par pays
Nombre de lancements par pays ayant construit le lanceur. Le pays retenu n'est pas celui qui gère la base de lancement (Kourou pour certains Soyouz, Baïkonour pour Zenit), ni le pays de la société de commercialisation (Allemagne pour Rokot, ESA pour certains Soyouz) ni le pays dans lequel est implanté la base de lancement (Kazakhstan pour Baïkonour). Chaque lancement est compté une seule fois quel que soit le nombre de charges utiles emportées. 
Ce tableau ne sera mis à jour qu'une fois l'année en cours terminée.
| Pays          | Lancements | Succès | Échecs | Échecs partiels | Remarques |
| ------------- | ---------- | ------ | ------ | --------------- | --------- |
| Chine         | 0          | 0      | 0      | 0               |           |
| Corée du Nord | 0          | 0      | 0      | 0               |           |
| Corée du Sud  | 0          | 0      | 0      | 0               |           |
| États-Unis    | 0          | 0      | 0      | 0               |           |
| Europe        | 0          | 0      | 0      | 0               |           |
| Inde          | 0          | 0      | 0      | 0               |           |
| International | 0          | 0      | 0      | 0               |           |
| Iran          | 0          | 0      | 0      | 0               |           |
| Japon         | 0          | 0      | 0      | 0               |           |
| Russie/CEI    | 0          | 0      | 0      | 0               |           |

### Par lanceur
Ce tableau ne sera mis à jour qu'une fois l'année en cours terminée.
Nombre de lancements par famille de lanceur. Chaque lancement est compté une seule fois quel que soit le nombre de charges utiles emportées. 
| Lanceur                   | Pays             | Lancements | Succès | Échecs | Échecs partiels | Remarques |
| ------------------------- | ---------------- | ---------- | ------ | ------ | --------------- | --------- |
| Angara                    | Russie           | 1          | 0      | 0      | 1               |           |
| Antares                   | États-Unis       | 2          | 2      | 0      | 0               |           |
| Ariane 5ECA               | Europe           | 3          | 3      | 0      | 0               |           |
| Atlas V                   | États-Unis       | 0          | 0      | 0      | 0               |           |
| Ceres-1                   | Chine            | 0          | 0      | 0      | 0               |           |
| Delta II                  | États-Unis       | 0          | 0      | 0      | 0               |           |
| Delta IV                  | États-Unis       | 0          | 0      | 0      | 0               |           |
| Dnepr-1                   | Ukraine          | 0          | 0      | 0      | 0               |           |
| Epsilon                   | Nouvelle-Zélande | 0          | 0      | 0      | 0               |           |
| Falcon 9                  | États-Unis       | 0          | 0      | 0      | 0               |           |
| Falcon Heavy              | États-Unis       | 0          | 0      | 0      | 0               |           |
| Firefly Alpha             | États-Unis       | 0          | 0      | 0      | 0               |           |
| GSLV                      | Inde             | 0          | 0      | 0      | 0               |           |
| H-IIA                     | Japon            | 0          | 0      | 0      | 0               |           |
| H-IIB                     | Japon            | 0          | 0      | 0      | 0               |           |
| Hyperbola-1               | Chine            | 0          | 0      | 0      | 0               |           |
| KSLV-2                    | Corée du Sud     | 0          | 0      | 0      | 0               |           |
| LauncherOne               | États-Unis       | 0          | 0      | 0      | 0               |           |
| Longue Marche 2           | Chine            | 0          | 0      | 0      | 0               |           |
| Longue Marche 3           | Chine            | 0          | 0      | 0      | 0               |           |
| Longue Marche 4           | Chine            | 0          | 0      | 0      | 0               |           |
| Longue Marche 5           | Chine            | 0          | 0      | 0      | 0               |           |
| Longue Marche 6           | Chine            | 0          | 0      | 0      | 0               |           |
| Longue Marche 7           | Chine            | 0          | 0      | 0      | 0               |           |
| Longue Marche 11          | Chine            | 0          | 0      | 0      | 0               |           |
| Minotaur I                | États-Unis       | 0          | 0      | 0      | 0               |           |
| Proton                    | Russie           | 0          | 0      | 0      | 0               |           |
| PSLV                      | Inde             | 0          | 0      | 0      | 0               |           |
| Rocket                    | États-Unis       | 0          | 0      | 0      | 0               |           |
| Rokot                     | Russie           | 0          | 0      | 0      | 0               |           |
| Safir                     | Iran             | 0          | 0      | 0      | 0               |           |
| Soyouz                    | Russie           | 0          | 0      | 0      | 0               |           |
| UR-100N (Strela ou Rokot) | Russie           | 0          | 0      | 0      | 0               |           |
| Taurus                    | États-Unis       | 0          | 0      | 0      | 0               |           |
| Unha                      | Corée du Nord    | 0          | 0      | 0      | 0               |           |
| Vega                      | Europe           | 0          | 0      | 0      | 0               |           |
| Zenit                     | Ukraine          | 0          | 0      | 0      | 0               |           |

### Par base de lancement
Nombre de lancements par base de lancement utilisée. Chaque lancement est compté une seule fois quel que soit le nombre de charges utiles emportées. 
| Site          | Pays       | Lancements | Succès | Echecs | Echecs partiels | Remarques |
| ------------- | ---------- | ---------- | ------ | ------ | --------------- | --------- |
| Baïkonour     | Kazakhstan |            |        |        |                 |           |
| Cap Canaveral | États-Unis |            |        |        |                 |           |
| Dombarovski   | Russie     |            |        |        |                 |           |
| Jiuquan       | Chine      |            |        |        |                 |           |
| Kennedy       | États-Unis |            |        |        |                 |           |
| Kourou        | France     |            |        |        |                 |           |
| Plessetsk     | Russie     |            |        |        |                 |           |
| Satish Dhawan | Inde       |            |        |        |                 |           |
| Taiyuan       | Chine      |            |        |        |                 |           |
| Tanegashima   | Japon      |            |        |        |                 |           |
| Vandenberg    | États-Unis |            |        |        |                 |           |
| Vostotchny    | Russie     |            |        |        |                 |           |
| Wenchang      | Chine      |            |        |        |                 |           |
| Xichang       | Chine      |            |        |        |                 |           |

### Par type d'orbite
Ce tableau ne sera mis à jour qu'une fois l'année en cours terminée.
Nombre de lancements par type d'orbite visée. Chaque lancement est compté une seule fois quel que soit le nombre de charges utiles emportées. 
| Orbite                 | Lancements | Succès | Échecs | Atteints par accident |
| ---------------------- | ---------- | ------ | ------ | --------------------- |
| Basse                  |            |        |        |                       |
| Moyenne                |            |        |        |                       |
| Géosynchrone/transfert |            |        |        |                       |
| Héliocentrique         |            |        |        |                       |

## Survols et contacts planétaires
| Date (U.T.C.) | Sonde spatiale | Événement                                                          | Remarque |
| ------------- | -------------- | ------------------------------------------------------------------ | -------- |
| 12 aout       | Lucy           | Survol de l'astéroïde Eurybates à une distance de 1000 kilomètres. |          |
| 15 septembre  | Lucy           | Survol de l'astéroïde Polymèle à une distance de 415 kilomètres.   |          |